# العلاقات الساموية اللاتفية
العلاقات الساموية اللاتفية هي العلاقات الثنائية التي تجمع بين ساموا ولاتفيا.

## مقارنة بين البلدين
هذه مقارنة عامة ومرجعية للدولتين:
| وجه المقارنة                                              | ساموا                        | لاتفيا                                             |
| --------------------------------------------------------- | ---------------------------- | -------------------------------------------------- |
| المساحة (كم2)                                             | 2.84 ألف                     | 64.59 ألف                                          |
| عدد السكان (نسمة)                                         | 196.44 ألف                   | 1.93 مليون                                         |
| الكثافة السكانية (ن./كم²)                                 | 69.17                        | 29.88                                              |
| العاصمة                                                   | أبيا                         | ريغا                                               |
| اللغة الرسمية                                             | لغة إنجليزية، اللغة الساموية | اللغة اللاتفية                                     |
| العملة                                                    | تالا ساموي                   | يورو، لاتس لاتفي، الروبل اللاتفي ‏، الروبل اللاتفي ‏ |
| الناتج المحلي الإجمالي (بليون دولار)                      | 856.63 مليون                 | 30.26 مليار                                        |
| الناتج المحلي الإجمالي (تعادل القوة الشرائية) بليون دولار | 1.15 مليار                   | 49.24 مليار                                        |
| الناتج المحلي الإجمالي الاسمي للفرد دولار أمريكي          | 3.94 ألف                     | 14.06 ألف                                          |
| الناتج المحلي الإجمالي للفرد دولار أمريكي                 | 5.79 ألف                     | 23.55 ألف                                          |
| مؤشر التنمية البشرية                                      | 0.702                        | 0.819                                              |
| رمز المكالمات الدولي                                      | +685                         | +371                                               |
| رمز الإنترنت                                              | .ws                          | .lv                                                |
| المنطقة الزمنية                                           | ت ع م+13:00                  | ت ع م+02:00، ت ع م+03:00، أوروبا/ريغا ‏             |

## منظمات دولية مشتركة
يشترك البلدان في عضوية مجموعة من المنظمات الدولية، منها:
| علم المنظمة | اسم المنظمة                               | تاريخ انضمام ساموا | تاريخ انضمام لاتفيا |
| ----------- | ----------------------------------------- | ------------------ | ------------------- |
|             | مؤسسة التنمية الدولية                     | 28 يونيو 1974      | 11 أغسطس 1992       |
|             | يونسكو                                    | 3 أبريل 1981       | 9 يوليو 1951        |
|             | وكالة ضمان الاستثمار متعدد الأطراف        | 27 سبتمبر 2002     | 21 أغسطس 1998       |
|             | الأمم المتحدة                             | 15 ديسمبر 1976     | 17 سبتمبر 1991      |
|             | الاتحاد البريدي العالمي                   | ?                  | ?                   |
|             | البنك الدولي للإنشاء والتعمير             | 28 يونيو 1974      | 11 أغسطس 1992       |
|             | الاتحاد الدولي للاتصالات                  | 7 أكتوبر 1988      | 11 ديسمبر 1921      |
|             | منظمة حظر الأسلحة الكيميائية              | ?                  | ?                   |
|             | مؤسسة التمويل الدولية                     | 28 يونيو 1974      | 29 سبتمبر 1993      |
|             | المركز الدولي لتسوية المنازعات الاستشارية | 25 مايو 1978       | 7 سبتمبر 1997       |
|             | منظمة التجارة العالمية                    | ?                  | 1999                |
|             | منظمة الشرطة الجنائية الدولية             | ?                  | ?                   |

## وصلات خارجية
- موقع وزارة الخارجية اللاتفية